# Arvid Ribbing (1300-talet)
Arvid Ribbing,  riksråd 1371, tillhörde en halländsk adelsätt.
Enligt Johan Peringskiöld påstods han vara son till Sigvid Ribbing och Märta Ulfsdotter (Ulvåsaätten), och gift med Märta Ulfsdotter (Boberg), samt far till Arvid Ribbing och Peder Ribbing, och därigenom stamfar för den nuvarande adelsätten.
Modern forskning kan inte påvisa något samband mellan dessa Ribbingar och den idag fortlevande Ribbingsläkten, men stöder att ovannämnda Sigvid och Märta var hans föräldrar, och att han hade en tidigt drunknad son Arvid, som ärvdes av sin i sin tur också barnlöse farbror Peder/Peter.